# Kolen
A Kolen utónév a Kolin angol utónév ír alakváltozata, jelentése alakváltozat lévén megegyezik a Kolin jelentésével: kölyökkutya, kölyökoroszlán.

## Gyakorisága
Az 1990-es években nem lehetett anyakönyvezni, a 2000-es években nem szerepel a 100 leggyakoribb férfinév között.

## Külső hivatkozások
- Az MTA Nyelvtudományi Intézete által anyakönyvi bejegyzésre alkalmasnak minősített utónevek jegyzéke